# Catedral de los Santos Sergio y Baco (Roma)

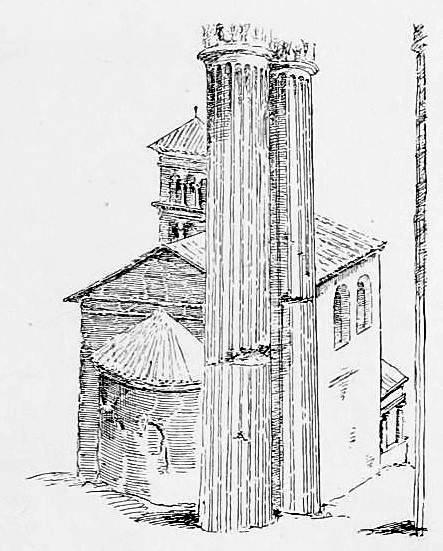
La diaconía cardenalicia en el Foro Romano. Las columnas del primer plano pertenecen al templo de Vespasiano. Dibujo de Maarten van Heemskerck (alrededor del 1536) desde Rodolfo Amedeo Lanciani Las ruinas y excavaciones de la Antigua Roma: una guía para estudiantes y vaijeros (Boston y Nueva York, 1897).

La Catedral de los Santos Sergio y Baco de los ucranianos es una iglesia católica del rito bizantino situada en el rione de Monti en Roma, Italia, ubicada en la piazza Madonna dei Monti. Está dedicada a los mártires Sergio y Baco de Rasafa muertos en 303 por orden del emperador Maximiano; la leyenda dice que eran oficiales del ejército romano de principios del siglo IV y mártires cristianos enterrados en Siria. En el siglo IX la iglesia era conocida como Sergio y Baco in Callinico, en la Edad Media como Sergio y Baco de Suburra, y a partir del siglo XVIII se conoció como la iglesia de la Madonna del Pascolo.
Desde 1970 ha sido una iglesia nacional de la Iglesia greco-católica ucraniana en Roma y ahora es conocida oficialmente como la «parroquia de católicos ucranianos de la Madonna del Pascolo y los santos Sergio y Baco». El 11 de julio de 2019 el papa Francisco creó el exarcado apostólico de Italia, designando a esta iglesia como su catedral.

## Historia

### Primeras iglesias de los SS. Sergio y Baco en Roma
Los orígenes de la iglesia se remontan al siglo VIII donde se menciona un Oratium sanctorum Sergi et Bacchi quod ponitur in Calinico en la biografía del papa León III.
El Liber Pontificalis atestigua cuatro instituciones en Roma para el siglo IX dedicadas a los santos Sergio y Baco, tal era la popularidad de estos santos, aunque a veces no estaba claro a cuál se refería:
- Un oratorio y diaconía en San Pedro, reconstruida por el papa Gregorio III (731-41) (Liber Pontificalis 92.13).
- Un monasterio en San Juan de Letrán, al que el papa León III (795-816) entregó regalos de plata (LP 98.79) y cuyos monjes el papa Pascual I (817-24) asignó deberes de coro en Letrán (LP 100.22).
- Una diaconía en el Foro Romano, estableció como una de las siete diaconías cardenalicias originales de Roma en 678 por el papa San Agatón (678-681). Esta iglesia, fundada sobre terreno propio en el Foro y no sobre los cimientos de otro edificio, fue situada justo bajo la Colina Capitolina entre el templo de la Concordia y el templo de Vespasiano y Tito. El templo de la Concordia en el Foro Romano ha servido la iglesia como una diaconía hasta que comenzó a derrumbarse en el año 790. El papa Adriano I (772-95) la reconstruyó después de que se arruinase el templo de la Concordia (LP 97.90). El papa Pablo III (1534–49) empezó a demolerlo alrededor del 1536 y la iglesia fue suprimida como una diaconía cardenalicia, vacante desde el año 1559, en 1587 por el papa Sixto V (1585-1590). La demolición fue casi completada durante el pontificado del papa Paulo V (1605-1621), aunque partes del ábside permaneció hasta el año 1812.[3][4]
- La iglesia y monasterio de Sergio y Baco in Callinico.

### Iglesia original delsigloIX
Luego de nuevo en el siglo IX y en el XI como Ecclesia s. Sergii in Suburra. Fue Urbano VIII quien se la entregó definitivamente a los monjes basilianos hacia el 1630.
Las primeras referencias claras a la predecesora de la iglesia in Monti son a un "oratorio de los santos Sergio y Baco que se encuentra in Callinico," a la que el papa León III (795‑816) dio regalos (LP 98.24, 98.78), y el "monasterio de los santos mártires de Cristo Sergio y Baco llamada Callinicum" a la que el papa Benedicto III (855‑858) entregó regalos de plata incluyendo dos cálices, una patena y incensario (LP 106.26). Callinicum es una ciudad en Siria. El monasterio del siglo XI estaba bajo la autoridad de San Pablo Extramuros.

En el siglo XI el monasterio estaba poblado por monjes benedictinos, conocidos en el Catálogo de Turín como la "Iglesia de San Sergio en Suburra." Suburra es un antiguo y moderno nombre del barrio.
Una bula de 1045 del papa Gregorio VI (1045-6) puso bajo la autoridad del monasterio de San Pedro de Perugia "el monasterio de San Sergio, que es llamado Canelicum, situado en la cuarta región de Roma en la Subura, con la iglesia de Santa Eufemia ubicada cerca de él." Canelicum es evidentemente una metátesis de escriba por Callinicum y no debe tomarse como otro nombre para el monasterio. Monti aquí se refiere una de las 14 regiones de la Roma de Augusto.
En 1413 los Santos Sergio y Baco ya no eran un monasterio, sino un arcipreste y clérigos seculares reemplazaron a los monjes y abad benedictinos. Para 1500 había dos capillas en la iglesia, una dedicada a San Ángel y otra a San Nicolás, construida por dos familias de Monti, los Paulelli y los dello Ciuoto.

### sigloXVII

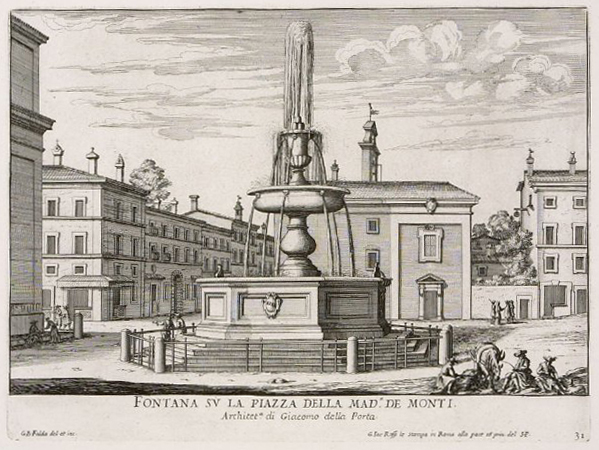
Santos Sergio y Baco en la plaza Madonna dei Monti, por Giovanni Battista Falda Le fontane di Roma (alrededor de 1670)

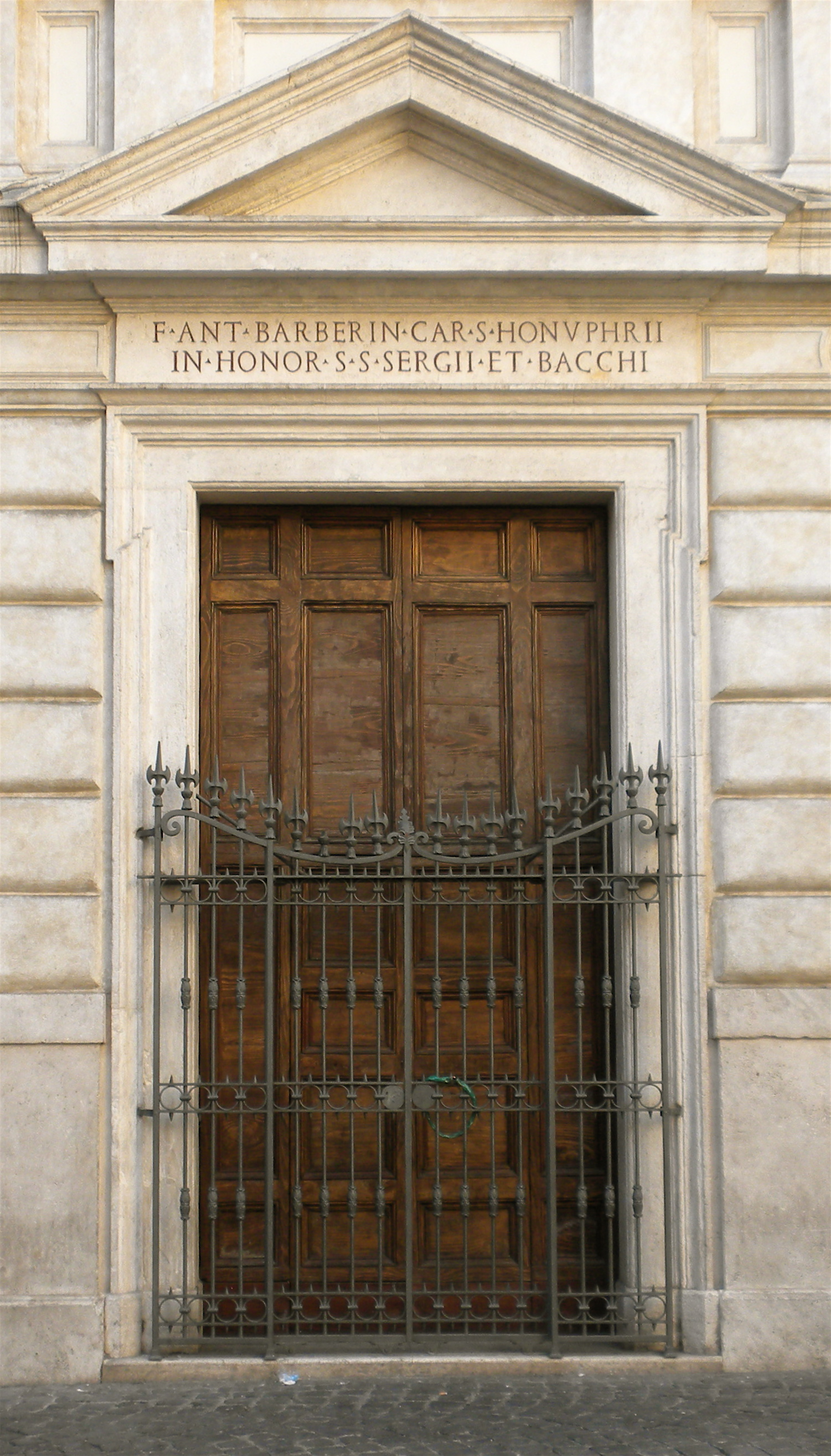
Portada de principios del.

Cuando la iglesia de los santos Sergio y Baco en el Foro Romano fue suprimida como una diaconía cardenalicia en 1587 y la iglesia se demolió, fue sucedida por un edificio renovado de los santos Sergio y Baco in Monti. En 1622 fue confiada por el papa Gregorio XV (1621–23) a los frailes mínimos de San Francisco de Paula quien pronto lo abandonó cuando se trasladaron a otra iglesia cerca de San Pietro in Vincoli. La iglesia fue renovada bajo el papa Urbano VIII (1623–44), a través del mecenazgo de su hermano menor, el capuchino Antonio Marcello Barberini (1569-1646, cardenal desde 1624).

Por encima de la puerta de travertino, la única parte de la fachada del siglo XVII que sobrevive hoy en día, hay una inscripción que documenta esta obra:
FECIT ANTONIUS BARBERINI CARDINALIS SANCTI ONOPHRII 

IN HONOREM SS. SERGII ET BACCHI
Cardenal Antonio Barberini, titular de Sant'Onofrio al Gianicolo,

en honor de los santos Sergio y Baco hizo esta obra.
En 1641, Urbano VIII otorgó la iglesia a los monjes de la Orden de San Basilio el Grande, los monjes rutenia de San Basilio tal como eran conocidos, quienes establecieron un colegio aquí. Ha sido una iglesia de rito bizantino asociado con la Iglesia greco-católica ucraniana desde entonces.

### sigloXVIII

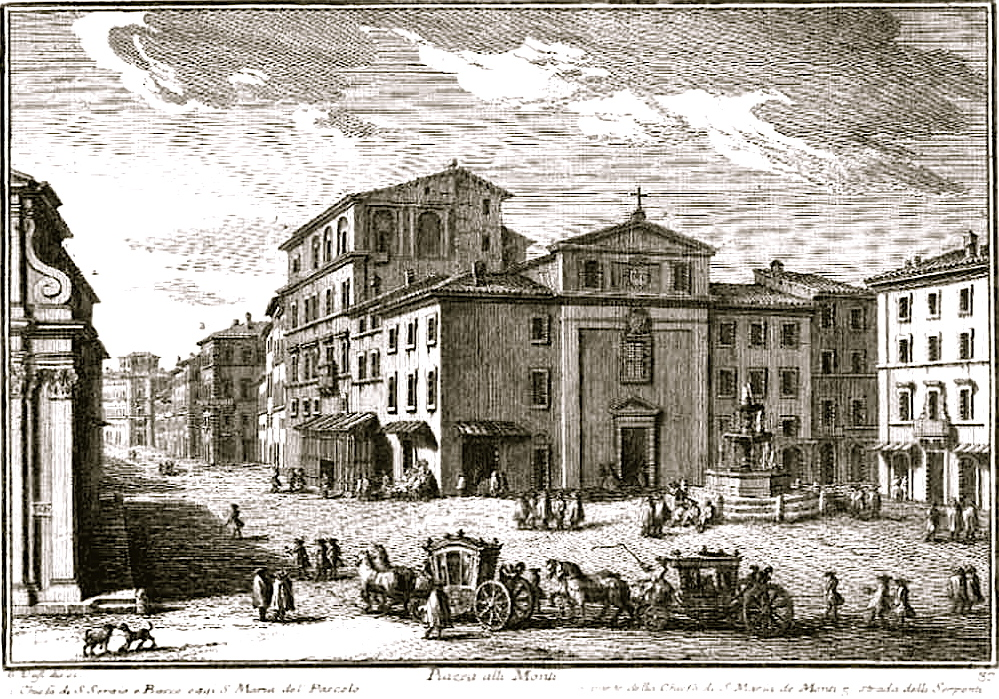
Grabado de Giuseppe Vasi de la iglesia en 1750, Vedute di Roma (1746-1761).

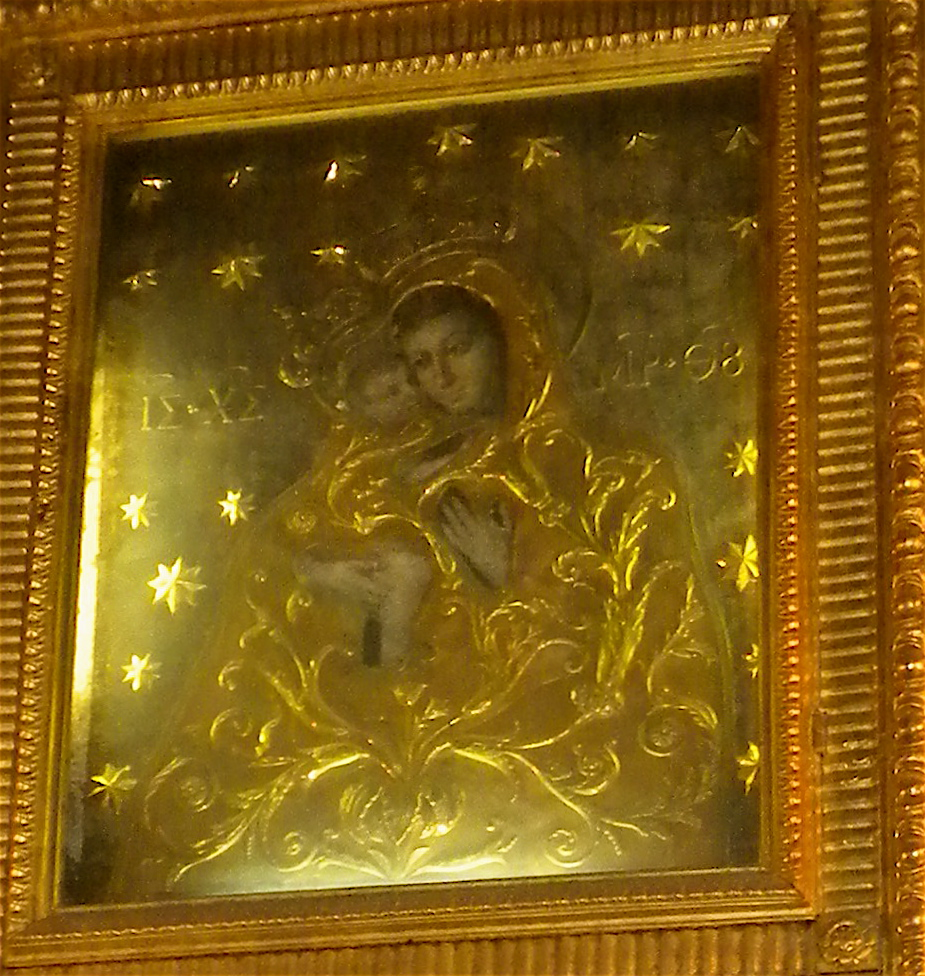
La Madonna del Pascolo.

En 1718 se descubrieron dos imágenes de la Virgen María en el revestimiento del muro de la sacristía que momentáneamente dio a la iglesia el nombre de Chiesa della Madonna del Pascolo. Al año siguiente fue trasladada e  instalada sobre el altar mayor de los santos Sergio y Baco por orden del papa Clemente XI (1700–21). El icono es una copia de una imagen venerada en un santuario mariano en Zyrowice, una ciudad hoy en Bielorrusia, conocido como Nuestra Señora de Zyrowice o Nuestra Señora del Pasto. Ese icono se dice que milagrosamente descendió del cielo en 1480 a la vista de un grupo de pastores que estaban en el campo con sus animales. De ahí que la iglesia dedicada a estos santos se empezara a llamar Madonna del Pascolo (La Virgen del Pasto).
Tras un diseño inicial de Francesco Ferrari en los primeros años del siglo XVIII, fue totalmente reconstruida a partir de 1741, en honor de la imagen de la Virgen y el interior recibió la apariencia que tiene hoy. Tras un moderno iconostasio de hierro forjado, el altar mayor está sostenido por dos columnas aflautadas de mármol verde antico con bronce capiteles corintios diseñados por Filippo Barigioni (1690 –1753), un artista romano que hizo otros proyectos para Clemente XI. A ambos lados del altar mayor hay pinturas del bávaro Ignazio Stern (1680-1748), una dedicada a los santos Sergio y Baco y la otra a san Basilio. En el techo hay una Asunción, incluyendo a los santos Sergio y Baco en su gloria, por Sebastiano Ceccarini (Italiano, 1703-1783).

El católico griego rumano Inocenţiu Micu-Klein, obispo de Blaj, murió en Roma el 23 de septiembre de 1768 y fue enterrado en la iglesia de los santos Sergio y Baco, y fue recordado por placas conmemorativas en la iglesia en latín y rumano. Sus restos descansaron aquí hasta 1997 cuando fueron transferidos a la Santísima Trinidad de Blaj, como él deseaba.
Jordan Mickiewicz, superior de los monjes rutenios de San Basilio, en 1819 documentado por una inscripción que el papa Pío VII (1800–23) en 1801 solemnemente veneró a la Madonna del Pascolo, que Clemente XI había instalado aquí.

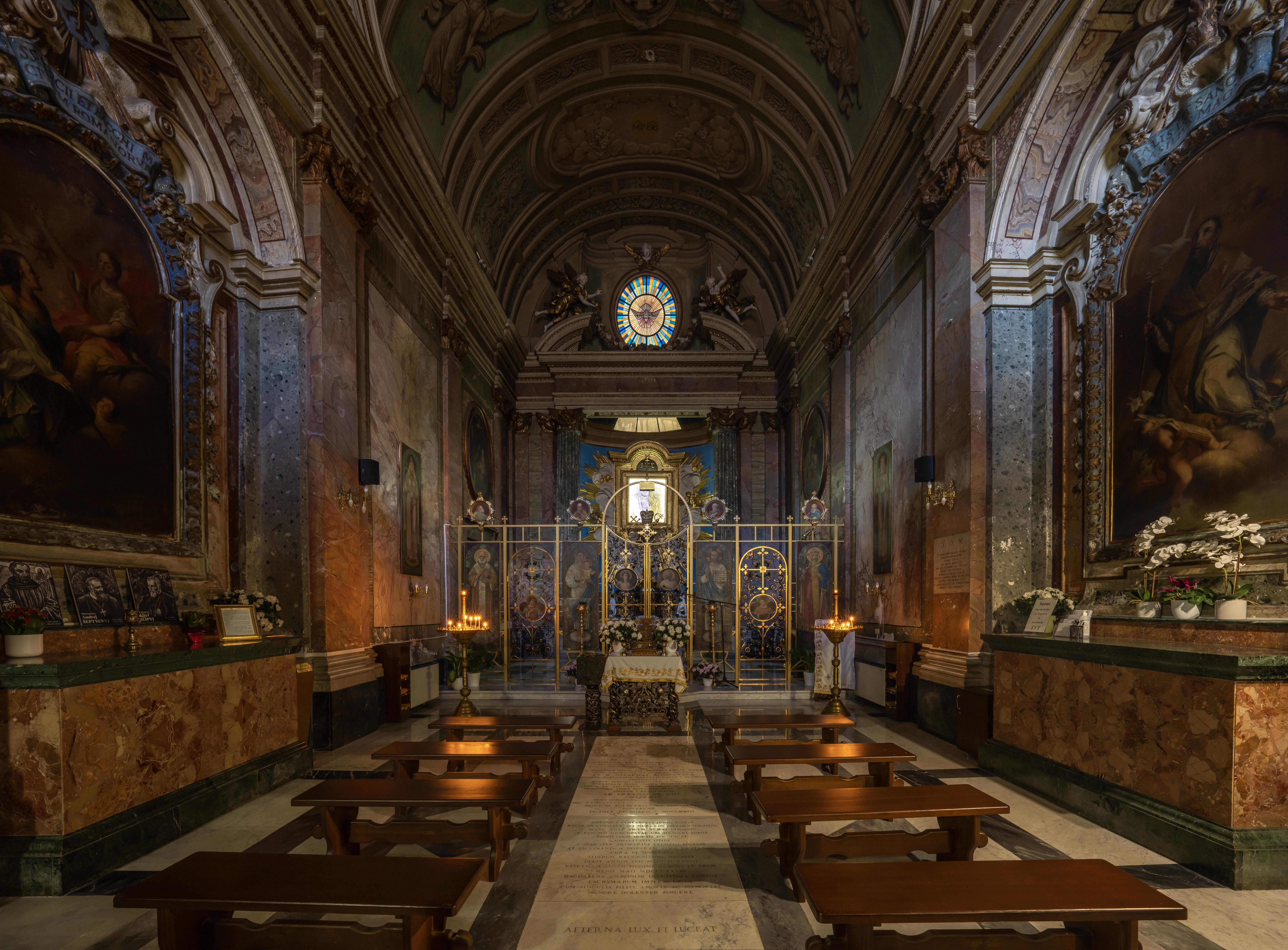
Interior de la iglesia.

### Finales delsigloXIXysigloXX
En 1897, el papa León XIII (1878-1903) reorganizó el Colegio pontificio griego del rito bizantino en Roma y estableció un Colegio pontificio rutenio, asignándole la iglesia de los santos Sergio y Baco. Con esta ocasión, León remodeló la fachada, dándole la forma que tiene hoy. Se le añadieron cuatro hornacinas con estatuas de los cuatro grandes doctores de la Iglesia oriental: los santos Juan Crisóstomo, Basilio, Gregorio Nacianceno y Atanasio.

La inscripción en el medio de la fachada documenta esta obra:
LEO XIII PONTIFEX MAXIMUS INSTAURANDUM CURAVIT
ANNO DOMINI MDCCCLXXXXVI
Bajo la inscriñción están los escudos del papa León XIII a la izquierda y de la Orden de San basilio a la derecha.
Hoy en día se ha convertido en la iglesia nacional de los ucranianos en Italia. En 1970, entre varias instituciones católicas ucranianas que él fundó en Roma, el cardenal arzonbispo católico ucraniano Josyf Slipyj estableció que esta iglesia fuera la parroquia nacional ucraniana y el colegio adjunto y dormitorio en la puerta de al lado se convirtieron en un hotel para invitados para peregrinos ucranianos. La inscripción superior de la fachada documenta el trabajo realizado en 1969-73:
RESTITUIT ET RESTAURAVIT IOSEPH CARDINALIS SLIPYI ANNO MCMLXIX MCMLXXIII
El escudo del cardenal Slipyj fue también añadido al tímpano del frontón superior.
Temporalmente desde 1971, los edificios de la iglesia albergaron el Museo de Arte de la Universidad Católica Ucraniana en Roma. En los años ochenta, la cancillería en el exilio del Primado de la Iglesia Católica Ucraniana se encontraba en esta iglesia. En los últimos años del cardenal Slipyj, que murió en 1984 a los 92 años de edad, y los años de Miroslav Iván Lubachivsky, quien fue nombrado obispo coadjutor de Slipyj como arzobispo de Lviv en 1979, le sucedió a su muerte, y fue nombrado cardenal en 1985, la cancillería era un punto central en el Oeste para contactar con la Iglesia Católica Ucraniana en la clandestinidad y para defender la libertad religiosa bajo el régimen soviético, particularmente en época de Mijaíl Gorbachov y su perestroika. Lubachivsky regresó del exilio a Lviv en 1991.
La iglesia y su albergue para invitados celebraron la instalació como cardenal de Lubomyr Husar en 2001, arzobispo mayor de Kiev-Halychyna.
El hotel para invitados, nombrado Santa Sofía, es dirigido por una comunidad de monjas greco-católicas ucranianas, las Hermanas Catequistas de Santa Ana.

## Arquitectura e interior
La fachada es de estilo barroco, muy ornamentada y decorada con dos estatuas de santos ucranianos, y rematada con una cruz ortodoxa.

## Cardenales diáconos de los santos Sergio y Baco en el Foro Romano
Los santos Sergio y Baco en el Foro Romano fue un diaconato cardenalicio desde el año 678 hasta su supresión en 1587. Entre sus diáconos cardenales incluían:
- Dauferio o Desiderio, O.S.B. (1058-1059). Abad de Monte Cassino y papa Víctor Victor III (1086-7)
- Aldo da Ferentino (1099-alrededor 1123)
- Gregorio Tarquini (1122-1145)
- Raniero Marescotti (1145)
- Paulino (o Paolo) Scolari (1179), papa Clemente III (1187-1191)
- Ottaviano di Paoli (1182-1189)
- Lotario de' Conti di Segni (1190-1198), papa Inocencio III (1198-1216)
- Ottaviano dei Conti di Segni (1206-1234)
- Gabriele Rangone, O.F.M. Obs. (1477-1486)
- Maffeo Gherardi, O.S.B. Cam. (1489-1492)
- Giuliano Cesarini (Jr.) (1493-1503)
- Gianstefano Ferrero (1505-1510)
- Alessandro Cesarini (Sr.) (1517-1523)
- Odet de Coligny de Châtillon (1533-1549)
- Vitellozzo Vitelli (1557-1559)

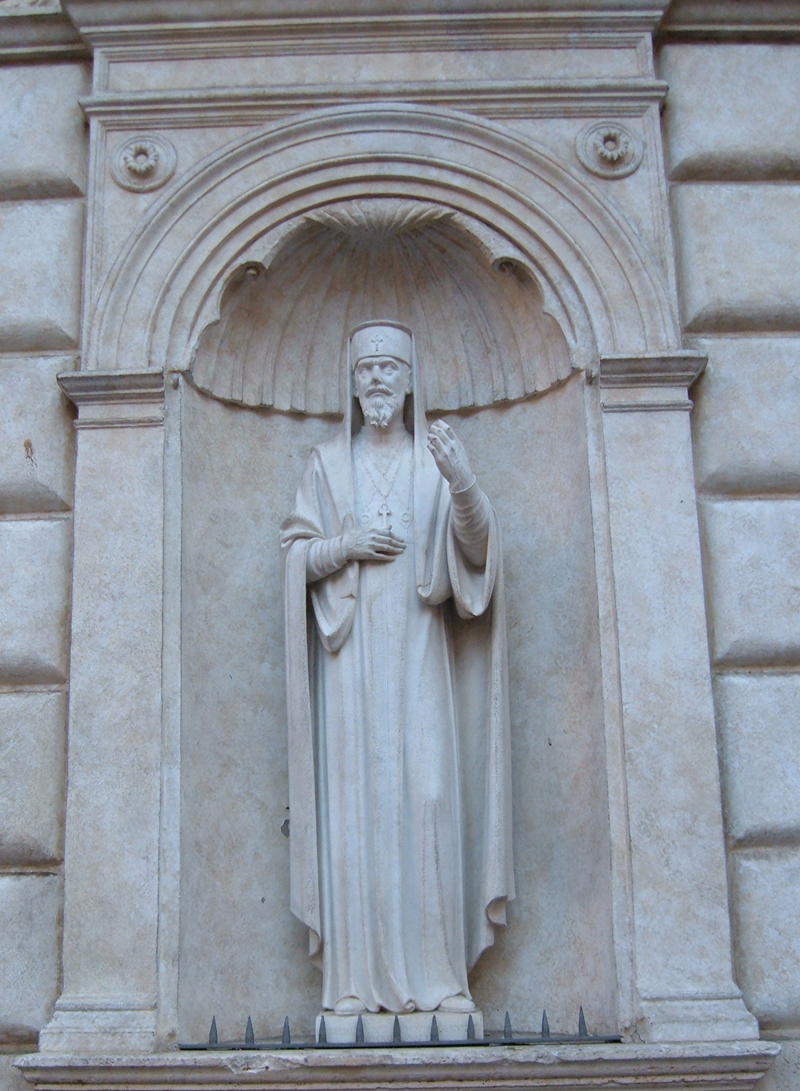
Estatua de la fachada
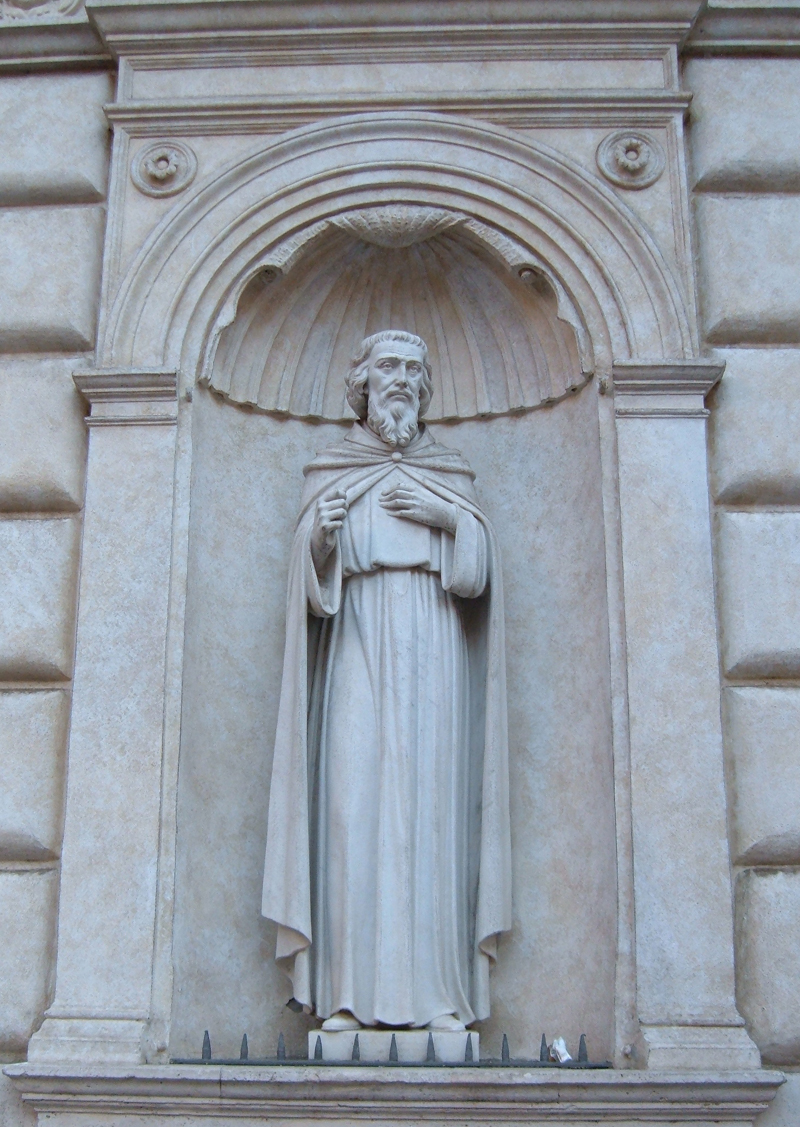
Estatua de la fachada
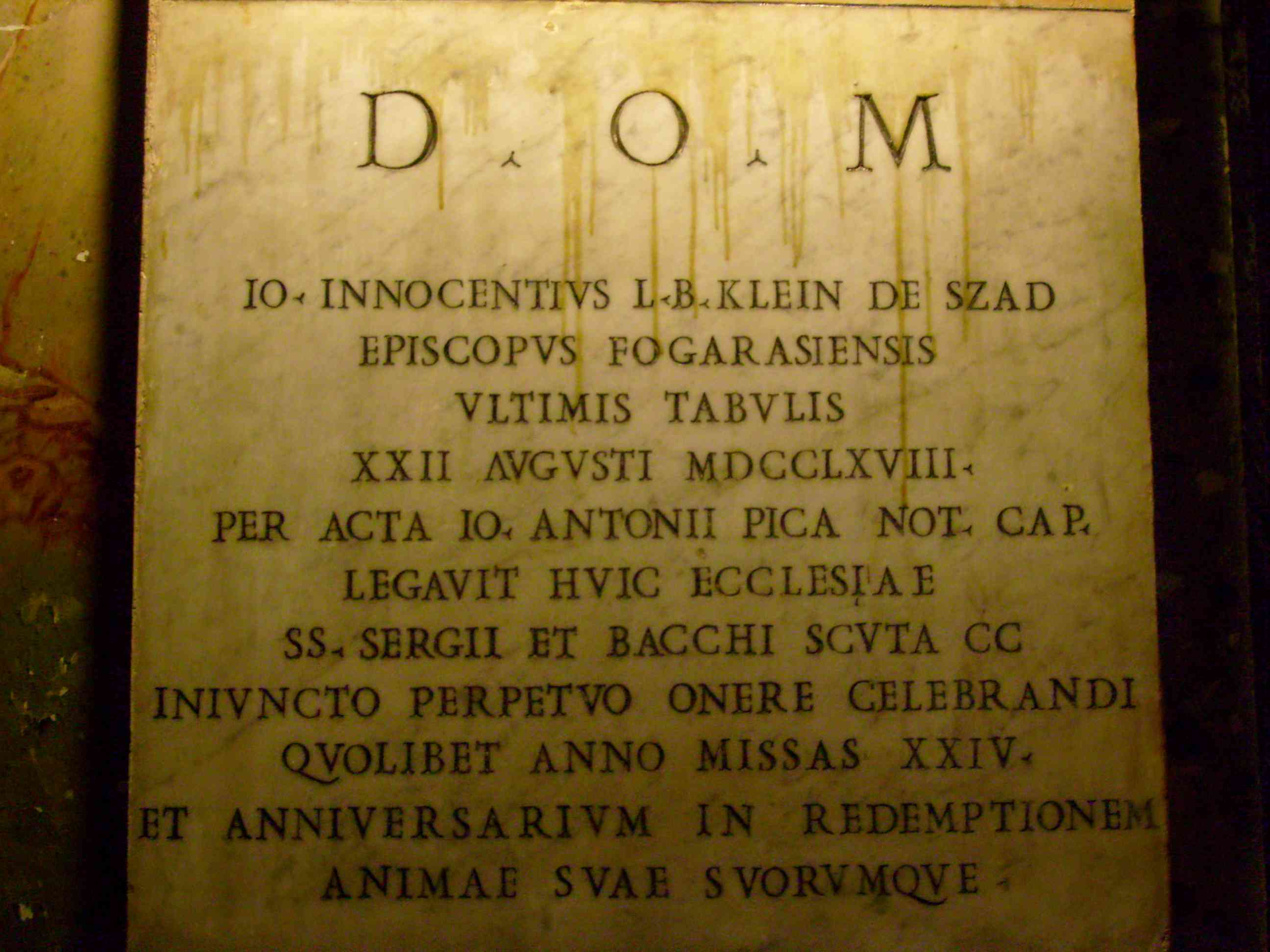
Memorial en latín dedicado al obispo Inocenţiu Micu-Klein colocado por su sobrino Samuil Micu tras su muerte en 1768.
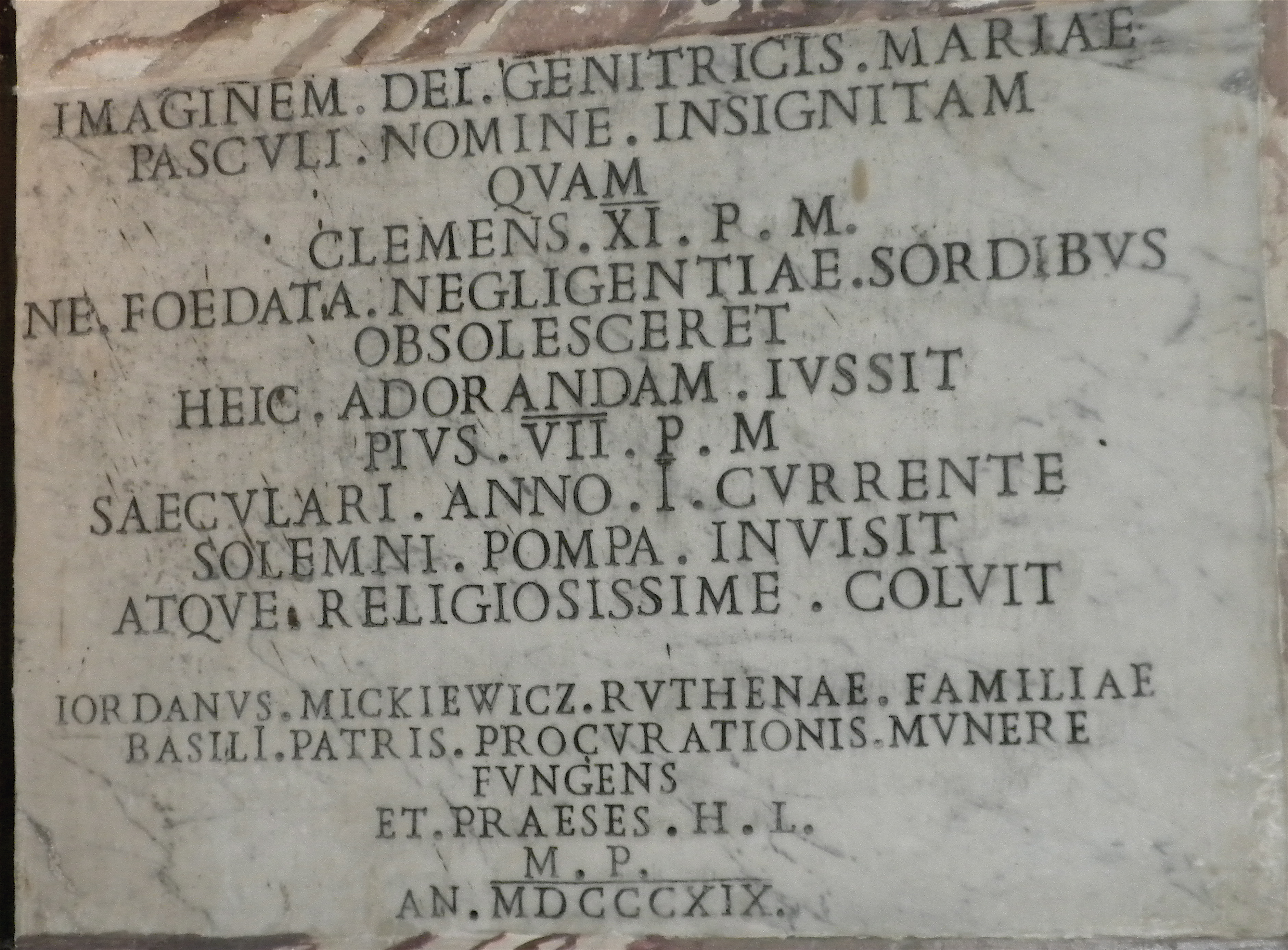
Inscripción de 1819 colocada por el superior basiliano Jordan Mickiewicz documentando la instalación, por el papa Clemente XI, de la Madonna del Pascolo y un peregrinaje del papa Pío VII en 1801.
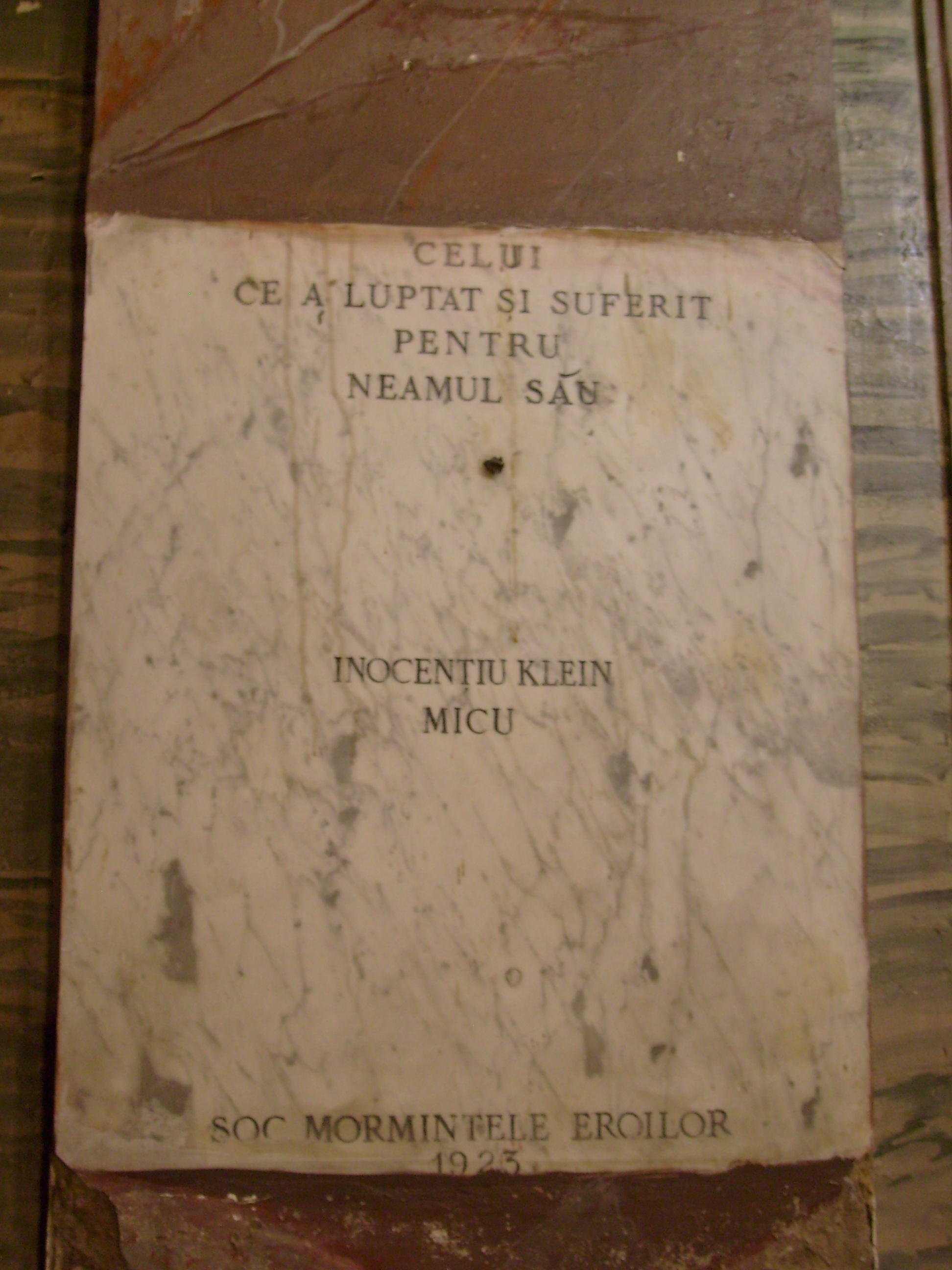
Memorial rumano de 1923 dedicado al obispo Micu-Klein.
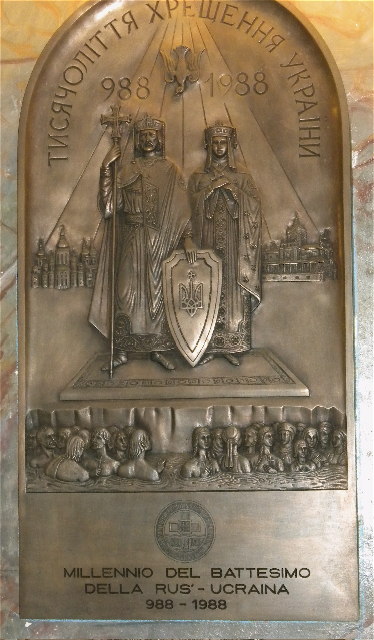
Placa conmemorando los mil años de Cristianismo en Rusia y Ucrania.
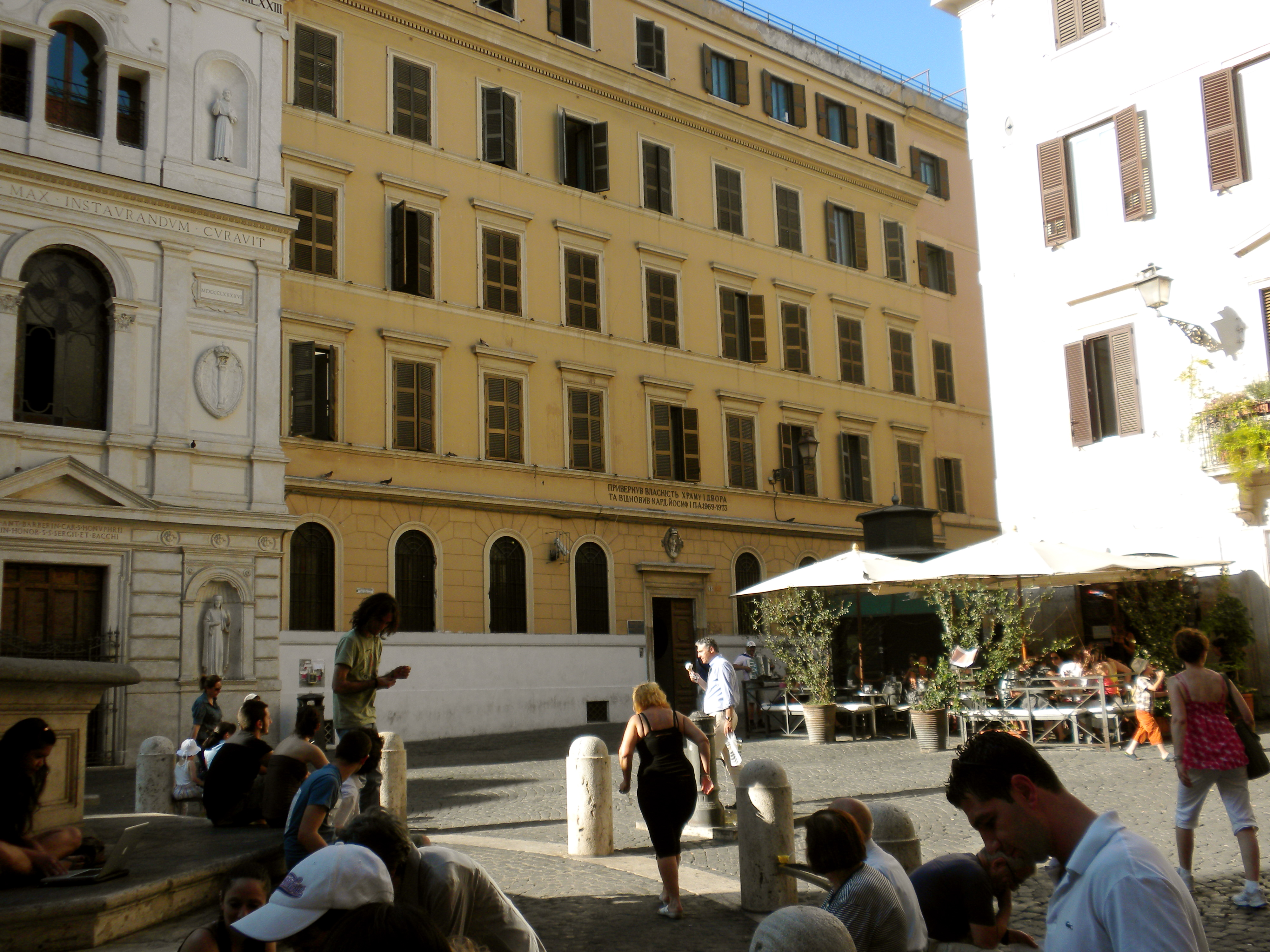
Hotel de Santa Sofía adyacente a la iglesia en la plaza Madonna dei Monti.